# Schloss Putbus

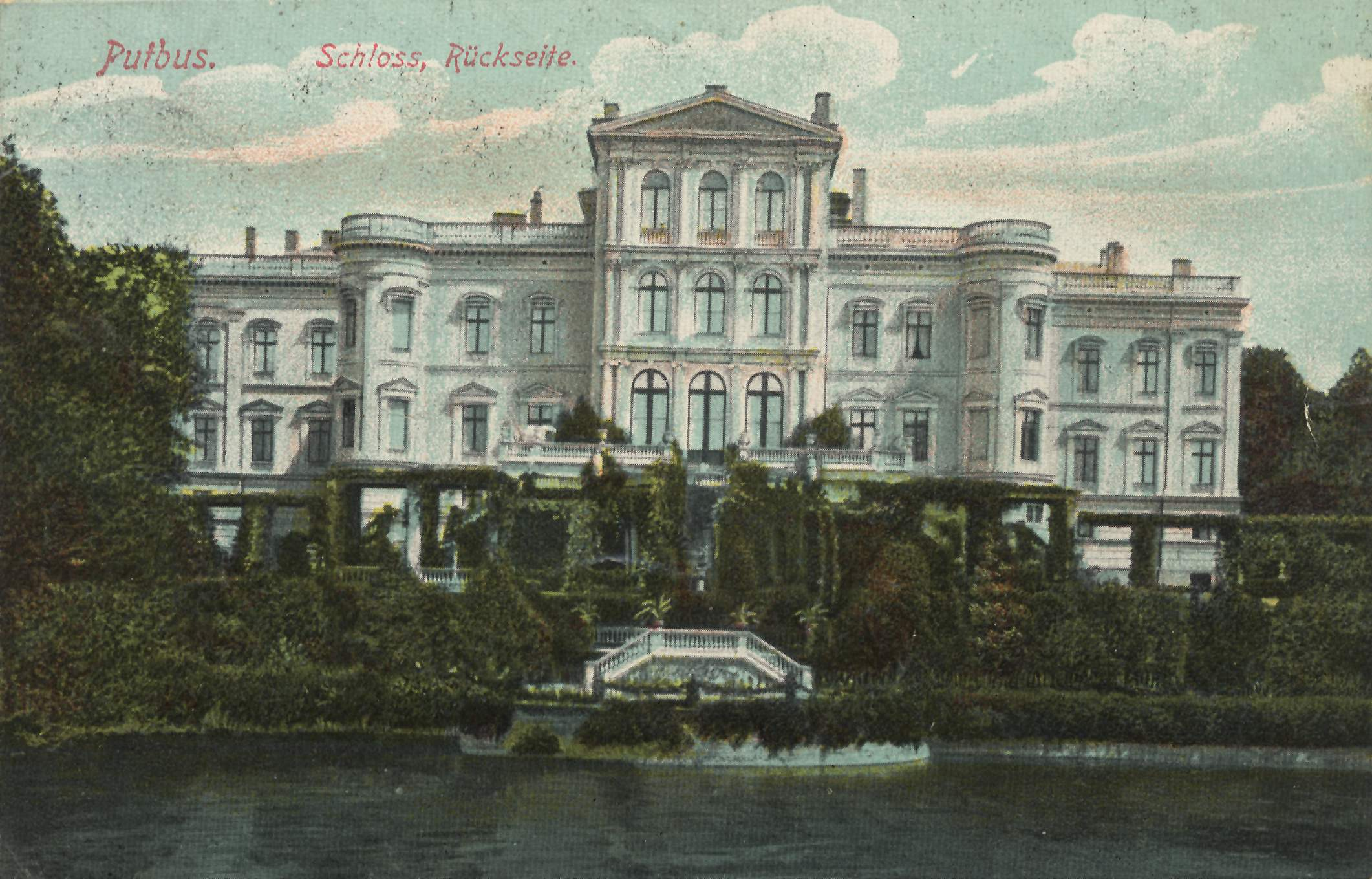
Rückseite Schloss Putbus (1906)

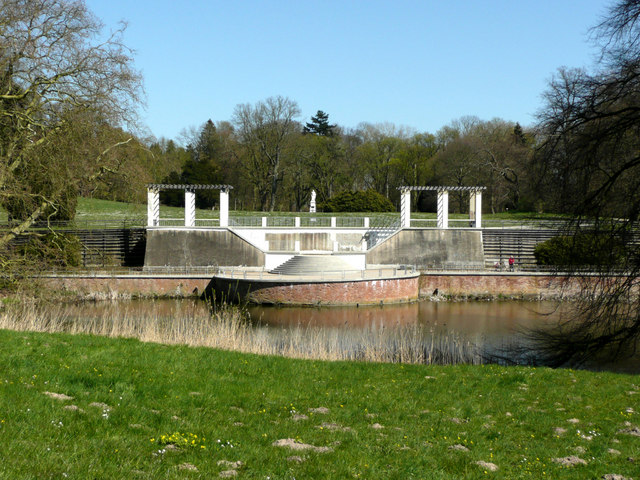
Seeterrasse des Schlosses im Schlosspark, 2008

Das Schloss Putbus war die ehemalige Residenz der Fürsten von Putbus in der gleichnamigen, 1810 gegründeten Stadt Putbus auf Rügen. Das Gebäude wurde 1962 gesprengt und die Reste bis 1964 abgetragen, sodass heute nur noch der Umriss des Schlosses in der Grünfläche und die Seeterrasse erkennbar sind. Im Dezember 2019 wurden Pläne für einen Wiederaufbau des Schlosses vorgestellt.

## Geschichte
Die Geschichte des Baus reicht bis in die slawische Zeit zurück. An der Stelle des Schlosses befand sich eine Burganlage. Mit dem Aussterben der rügenschen Fürsten im Jahr 1325 errang die Familie derer von Putbus schnell die führende Rolle unter den rügenschen Adelsgeschlechtern. Ihr erwählter Stammsitz an dieser Stelle, das sogenannte „Steinhaus“, wurde 1371 mehrfach in Urkunden erwähnt. Bei diesem handelte es sich um ein rechteckiges massives Gebäude, das genau in der Mitte einer durch einen Ringgraben eingefassten Fläche stand. Die urkundliche Bezeichnung des Bauwerkes änderte sich 1416 vom „Haus“ zum „Schloss“.
Die ursprüngliche Burganlage aus dem 14. Jahrhundert wurde im 15. Jahrhundert gotisch erweitert und Anfang des 17. Jahrhunderts zu einer dreiflügeligen Schlossanlage umgebaut. Diese wurde 1725 fast vollständig erneuert, nur der gotische Flügel sowie der Renaissanceteil blieben erhalten. Von 1827 bis 1832 wurde das Schloss nach Entwürfen des Berliner Architekten Johann Gottfried Steinmeyer umgebaut, der es im klassizistischen Stil prägte. Auftraggeber war der Putbusser Stadtgründer Malte. Ihm folgte im Besitz Wilhelm Malte II., Obersttruchseß sowie Erblandmarschall in Neuvorpommern.
Ein Brand – wahrscheinlich ausgelöst durch eine später eingebaute Heißluftheizung – zerstörte am 23. Dezember 1865 weite Teile des neuen Schlosses. Für den bald beginnenden Wiederaufbau konnte der Berliner Architekt J. Pavelt gewonnen werden, der es 1872 im Stil des Neoklassizismus umbaute. Der in der Mitte angeordnete Binnenhof wurde abgebrochen und ein Saal errichtet, dem sich eine rückwärtig zum Schwanenteich sechsfach gestaffelte Terrassenanlage anschloss. Dabei ging auch der letzte Rest des mittelalterlichen „Steinhauses“ verloren. Die Proportionen wurden entscheidend verändert. Einer der nächsten Eigentümer wurde Fürstin und Herrin zu Putbus, Gräfin Marie von Wylich und Lottum (1858–1930) und ihr Ehemann Franz von Veltheim, Fürst und Herr zu Putbus (1848–1927), Kommendator der Pommerschen Genossenschaft des Johanniterordens, Erbmarschall des Herzogtum Magdeburg sowie königlich preußischer Kammerherr.
Das Schloss erfuhr später eine Umnutzung, als von Februar bis August 1944 der Stab des XIV. Fliegerkorps hier einzog. Es wurde auch noch für die fürstliche Verwaltung genutzt. Es war bis zum Jahr 1944 im Besitz der Familie zu Putbus und stand nach der Inhaftierung von Malte zu Putbus, geborener von Veltheim, wegen dessen vermeintlicher Beteiligung am Attentat auf Hitler vom 20. Juli 1944 unter Zwangsverwaltung der NSDAP. Als Erbe war Franz zu Putbus (1927–2004) vorgesehen.
Mit dem Ende des Zweiten Weltkriegs erfolgte die Plünderung und da vorerst keine Nutzung vorgesehen war, begann Materialabtrag und der Verfall.
1948 wirkten Künstler der Kunsthochschule Berlin-Weißensee mit Werner Laux im Schloss. Hinzu kam ab 2. November 1948 das Studio 48 der Staatlichen Schauspielschule Schwerin unter der Leitung von Heinz Kahlow. Mit den Abschlussprüfungen im Frühjahr 1951 wurde, im Zuge der Neuorganisation der Schauspielschulen der DDR, die Außenstelle im Schloss Putbus geschlossen.
1955 versuchte man zaghaft, das Schloss wiederherzustellen, die Maßnahme wurde jedoch nicht vollendet. 1957 wurde der Abriss des Schlosses aus ideologischen und finanziellen Gründen beschlossen. 1962 erfolgte die Sprengung des Gebäudes, bis 1964 wurden die Reste abgetragen. Anschließend erfolgte die Planierung des Schlossplatzes. Übrig blieb nur die Seeterrasse.

## Wiederaufbaupläne
Im Dezember 2019 stellte der Förderverein Fürstliches Schloss zu Putbus Pläne vor, das Schloss für etwa 60 Millionen Euro wiederaufzubauen. Laut dem Vereinssprecher Torsten Seegert hätten viele Bürger ihre Bereitschaft zur Mitarbeit an dem Projekt erklärt und Spenden angekündigt. Dazu wurde im Januar 2020 ein Spendenkonto eingerichtet. Im Jahre 2021 untersuchten die Universitäten Greifswald und Wien den Schloßplatz, auch mit Drohnen wurde das Areal untersucht. Am 9. August 2023 wurde berichtet, dass die Anfertigung einer Studie zum Wiederaufbau von Schloss Putbus durch das Dresdner Planungsbüro IPROConsult erfolgen wird. Das Büro war bereits am Wiederaufbau der Dresdner Frauenkirche beteiligt. Eine im November 2023 präsentierte Machbarkeitsstudie bescheinigt Wiederaufbaukosten von 40 bis 50 Millionen Euro.

## Ansichten

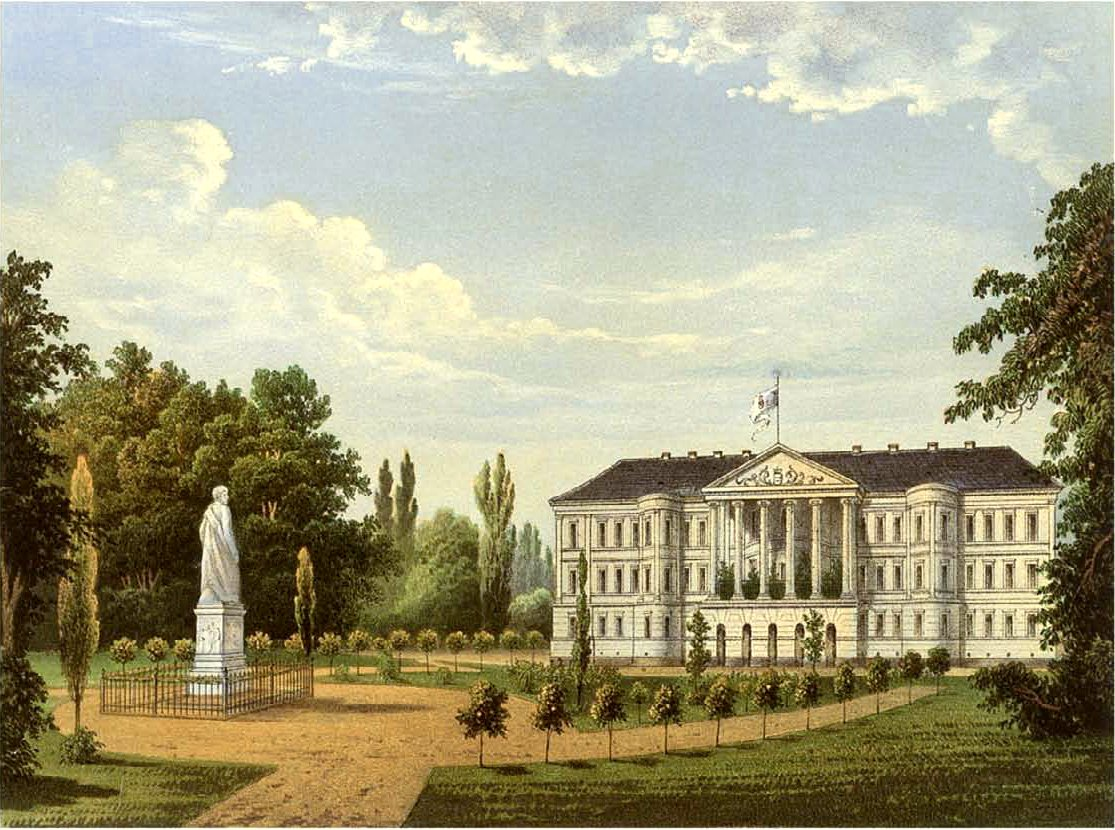
Mitte des 19. Jahrhunderts (Vorderansicht)
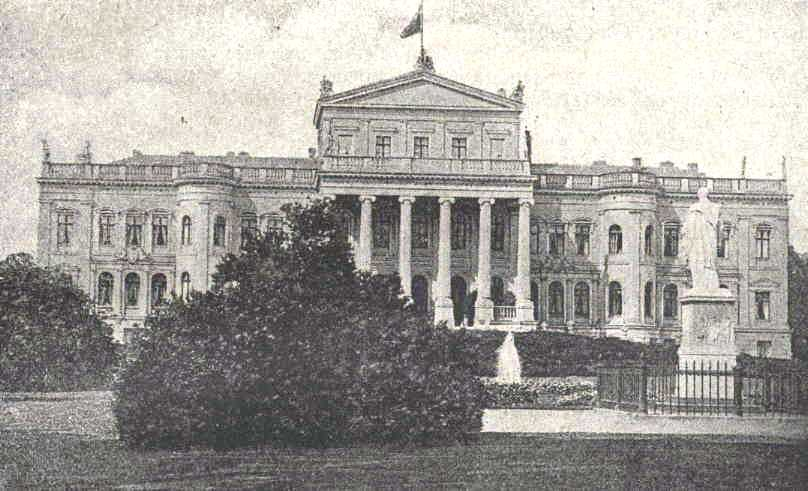
Anfang des 20. Jahrhunderts (Vorderansicht)
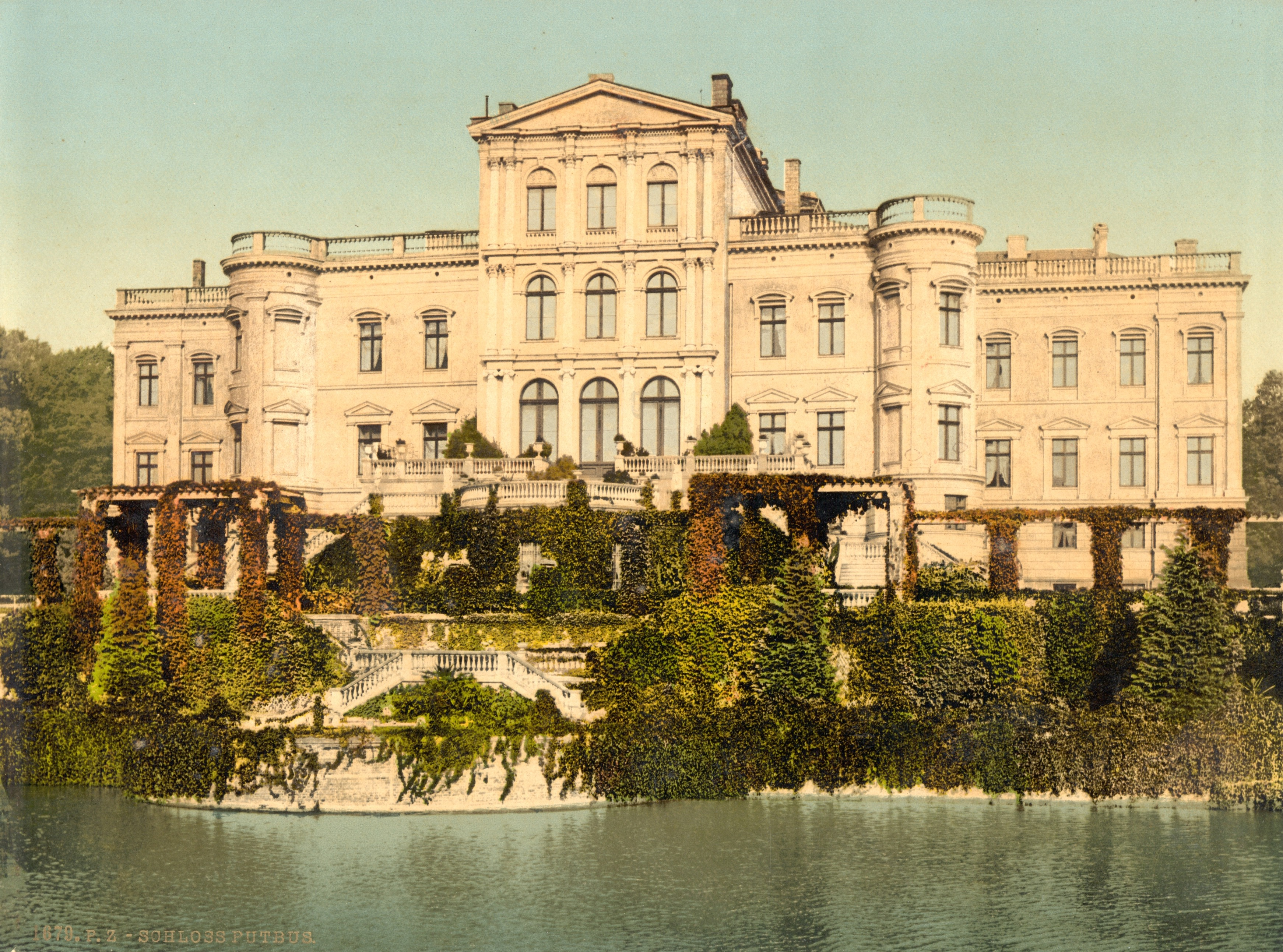
Ende des 19. Jahrhunderts (Rückansicht)
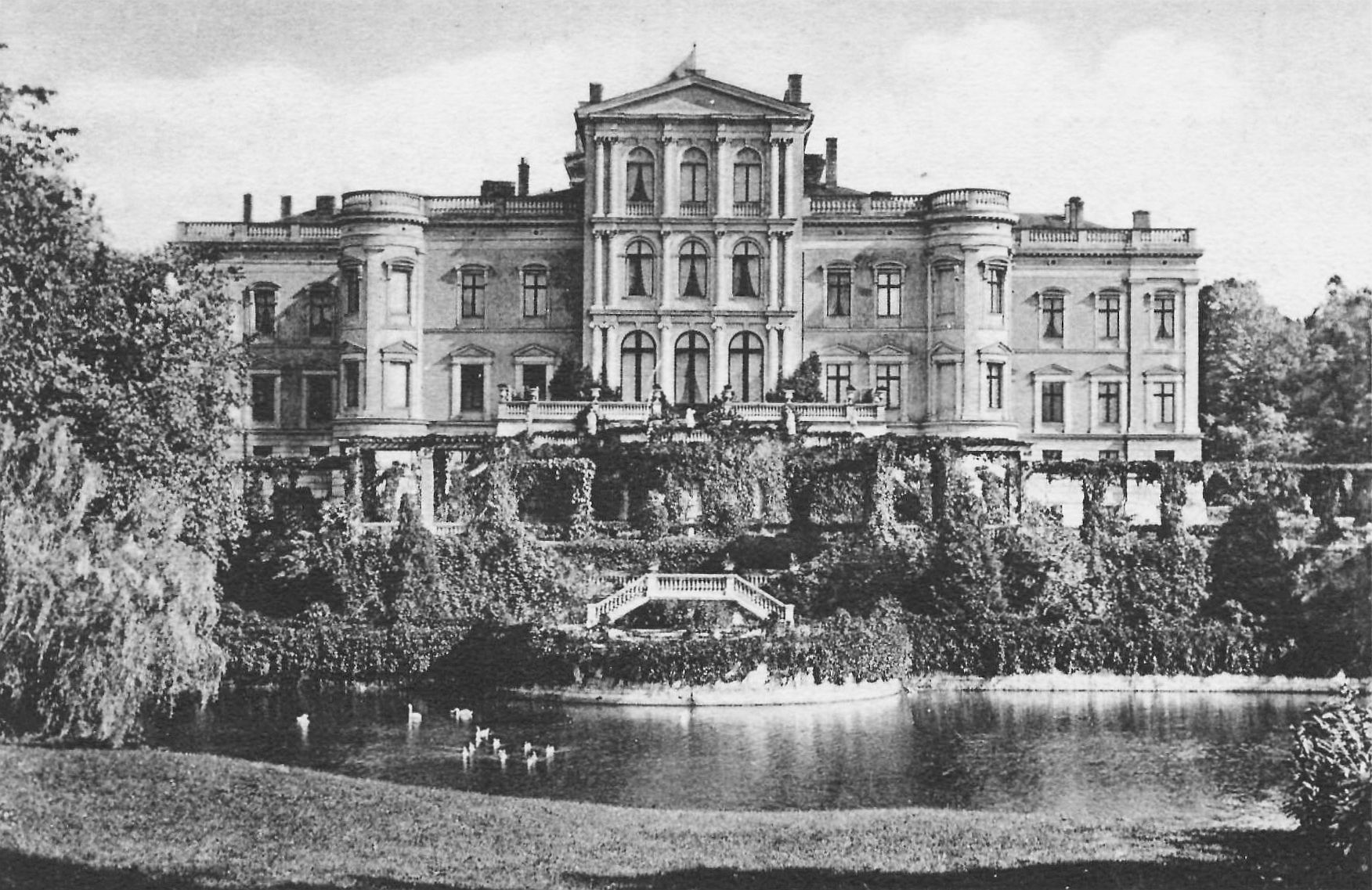
1922 (Rückansicht)
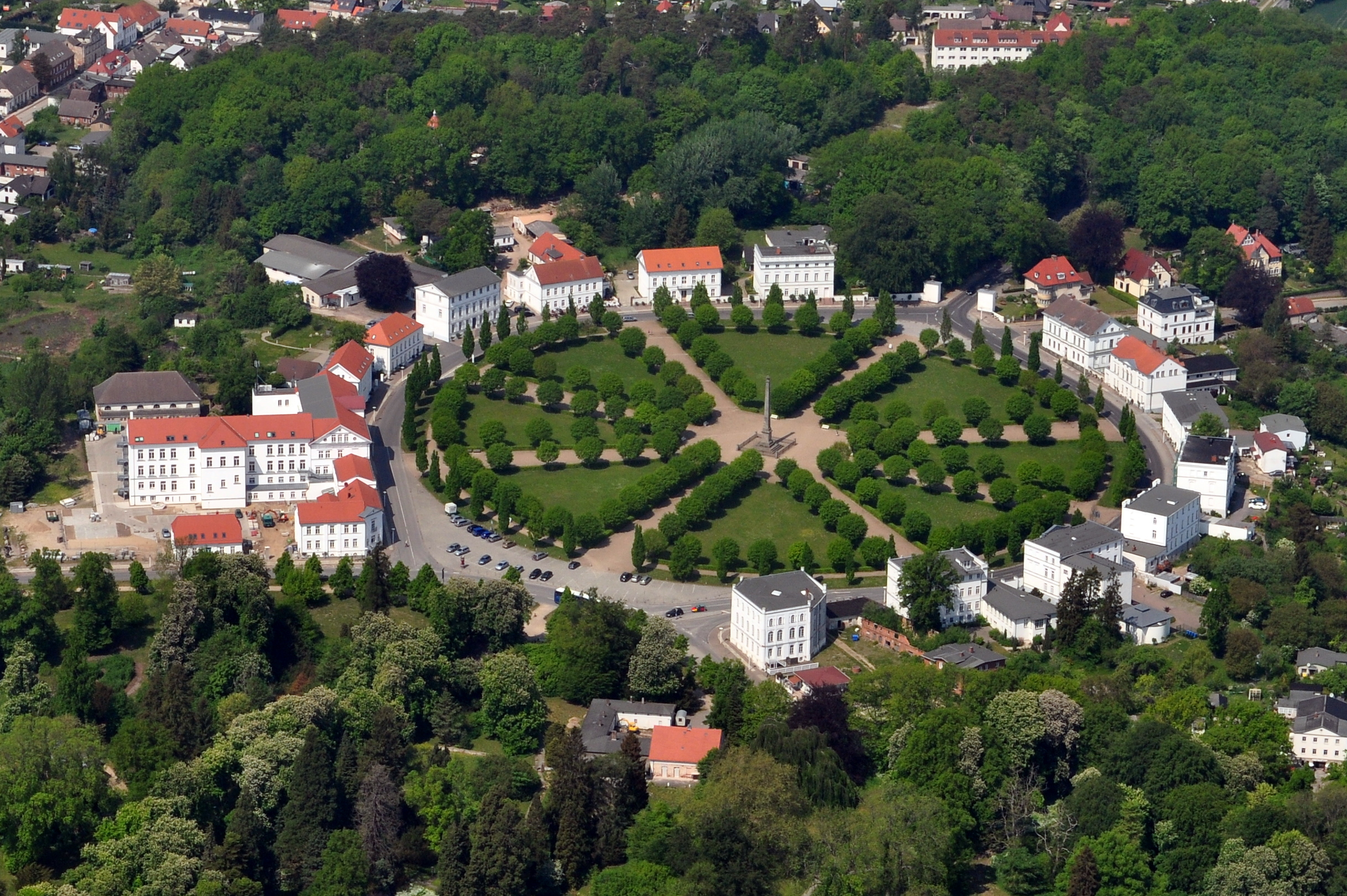
Der Circus – Wohnplatz der Beamten und der Verwaltung

## Weitere Literatur
- Paul Niekammer / Nachfolger (Hrsg.): Güter-Adressbuch Pommern 1905. Stettin / Leipzig, S. 233 ff. Digitalisat, Güteradressbuch Pommern 1914, S. 276 ff. Digitalisat, Güteradressbuch Pommern 1921, S. 281 ff. Digitalisat, Güteradressbuch Pommern 1939, S. 54–59. (Letztausgabe)
- Gothaisches Genealogisches Taschenbuch der Fürstlichen Häuser (Hofkalender). 1942. 179. Jahrgang. Justus Perthes, Gotha 1941, III. Abt. – Putbus. A. B., S. 422 f. google.de/books
- Hans Friedrich von Ehrenkrook: Genealogisches Handbuch des Adels. Fürstliche Häuser. Band I, Band 1 der Gesamtreihe GHdA. Hrsg. Deutsches Adelsarchiv. C. A. Starke, Glücksburg (Ostsee) 1951, S. 497 f.; ISSN 0435-2408.